# John Bertram Adams
John Bertram Adams (24 de mayo de 1920 - 3 de marzo de 1984) fue un físico nuclear y administrador británico.

## Biografía
Durante la Segunda Guerra Mundial, Adams trabajó en el radar de los laboratorios de la British Ministerio de Producción de las aeronaves cuando se enteró de la física y la ingeniería en el trabajo. Después de la guerra se trasladó a Harwell y el Instituto de Investigación en Energía Atómica. No tenía las cualificaciones formales, pero se convirtió en experto en el diseño y la construcción de las avanzadas máquinas y los instrumentos utilizados en física de la investigación, el diseño de un 180 MeV sincro-ciclotrón. En 1953 ingresó en el CERN como director de la división de protones Synchotron. En 1961 regresó al Reino Unido como director del Laboratorio de Fusión Culham y, a continuación, desde 1966 a 1971 fue miembro de la Energía Atómica del Reino Unido.
Volviendo al CERN en 1971 como director general del Laboratorio II, dirigió el diseño de la Super sincrotrón de protones. Él dividió las funciones de director general del CERN con Willibald Jentschke y luego Léon van Hove en el decenio de 1970. Con la reorganización de la CERN, en 1976 se convirtió en el director general Ejecutivo, trabajando en la obtención de financiación para el colisionador LEP.
| Predecesor: Bernard Gregory | Director general del CERN 1971 - 1975, junto con Willibald Jentschke | Sucesor: Herwig Schopper |